# Anton Grahn
Anton Grahn (* 2. November 2004) ist ein schwedischer Skilangläufer.

## Werdegang
Grahn, der für den IFK Mora SK startet, nahm bis 2024 an Juniorenrennen teil und wurde im Jahr 2023 schwedischer Juniorenmeister über 10 km klassisch sowie im Sprint. Im Januar 2022 startete er in Falun erstmals im Scandinavian-Cup und beendete dabei vorzeitig den Lauf über 15 km klassisch. Dort nahm er auch in der Saison 2022/23 erstmals am Skilanglauf-Weltcup teil, wobei er den 57. Platz im Sprint errang. Bei den Junioren-Skiweltmeisterschaften 2023 in Whistler belegte er den 29. Platz über 10 km Freistil und den 26. Rang im 20-km-Massenstartrennen. Zudem gewann er dort die Goldmedaille im Sprint. In der Saison 2023/24 holte er in Falun mit dem 14. Platz im Sprint seine ersten Weltcuppunkte und bei den Junioren-Skiweltmeisterschaften 2024 in Planica die Silbermedaille im Sprint sowie die Goldmedaille mit der Mixed-Staffel. Außerdem lief er dort auf den 34. Platz im 20-km-Massenstartrennen und auf den siebten Rang über 10 km klassisch. In der folgenden Saison erreichte er in Cogne mit dem siebten Platz im Sprint seine erste Top-Zehn-Platzierung im Weltcup.